# SpaceX CRS-30
SpaceX CRS-30 (SpX-30) — 30-я миссия снабжения беспилотным грузовым кораблём Dragon 2 компании SpaceX к Международной космической станции в рамках второй фазы контракта Commercial Resupply Services (CRS) с NASA.

## Полёт
Запуск состоялся 21 марта в 20:55 UTC c SLC-40, это был первый запуск Dragon с этой площадки. Dragon успешно стыковался с МКС в автономном режиме и вернулся на Землю через 37 дней. Это был четвертый полет C209.

## Полезная нагрузка
В рамках миссии на МКС было доставлено:
- Провизия для экипажа: 545 кг
- Аппаратура для научных исследований: 1 135 кг
- Оборудование для выхода в открытый космос: 90 кг
- Бортовое оборудование: 415 кг
- Компьютерные компоненты: 25 кг